# Unidad de cantidad asignada

Emisiones totales de CO_{2} de 1970 a 2017 y emisiones de 2017 por país

Una unidad de cantidad asignada (AAU por las siglas en inglés de Assigned Amount Unit) es una "unidad Kioto" o "crédito de carbono" intercambiable en el mercado, que representa el permiso para emitir gases de efecto invernadero en la cantidad de una tonelada métrica de CO2 equivalente. Esta "tonelada", que puede estar compuesta por diversos gases, se calcula utilizando el potencial de calentamiento mundial de cada uno de los gases que la componen. Las AAU se conceden a los países que son parte del anexo 1 del Protocolo de Kioto. hasta el nivel de "cantidad asignada" inicial.
Estas "cantidades asignadas" son los objetivos de emisiones del anexo B del Protocolo de Kioto (o "compromisos cuantificados de limitación y reducción de emisiones", QELRC por las siglas en inglés de quantified emission limitation and reduction commitments) expresadas como niveles de emisiones permitidas en el periodo de compromiso 2008–2012.

## Aplicación
El artículo 17 del Protocolo de Kioto permite el comercio de derechos de emisión entre quienes son Parte en el anexo B. Las Partes a quienes les sobran unidades de cantidad asignada, porque sus emisiones han caído por debajo del nivel al que se comprometieron según el artículo 3 y el anexo B de este protocolo, pueden vender estas AAU a Partes que, al contrario, han excedido sus límites de emisiones. El artículo 17 también requiere que el comercio de estos derechos de emisión será suplementario a las acciones nacionales para cumplir los compromisos cuantificados de limitación y reducción de emisiones.